# Islington North

Valkretsen i Storlondon.

Islington North är en av de 650 valkretsarna till det brittiska underhuset i Storbritannien. Sedan 1983 sitter Jeremy Corbyn (Labour) som ledamot för Islington North. Valkretsen skapades 1885.

## Ledamöter
|  | Val      | Kandidat             | Parti                   |
|  | -------- | -------------------- | ----------------------- |
|  | 1885     | George Trout Bartley | Konservativa partiet    |
|  | 1906     | David Waterlow       | Liberal Party           |
|  | Dec 1910 | George Touche        | Konservativa partiet    |
|  | 1918     | Newton Moore         | Konservativa partiet    |
|  | 1923     | Henry Cowan          | Konservativa partiet    |
|  | 1929     | Robert Young         | Labour                  |
|  | 1931     | Albert Goodman       | Konservativa partiet    |
|  | 1937     | Leslie Haden-Guest   | Labour                  |
|  | 1950     | Moelwyn Hughes       | Labour                  |
|  | 1951     | Wilfred Fienburgh    | Labour                  |
|  | 1958     | Gerry Reynolds       | Labour                  |
|  | 1969     | Michael O'Halloran   | Labour                  |
|  | 1981     | Michael O'Halloran   | Social Democratic Party |
|  | 1983     | Michael O'Halloran   | Oberoende Labour        |
|  | 1983     | Jeremy Corbyn        | Labour                  |

## Val 2010–2019
| Parlamentsvalet 2019: Islington North                                                                                 | Parlamentsvalet 2019: Islington North | Parlamentsvalet 2019: Islington North | Parlamentsvalet 2019: Islington North | Parlamentsvalet 2019: Islington North |
| --- | ------------------------------------- | ------------------------------------- | ------------------------------------- | ------------------------------------- |
| |                                       |                                       |                                       |                                       |
| Partier | Andel                                 |                                       | Antal                                 |                                       |
| Labour | 64,3 %                                |                                       | 34603                                 |                                       |
| Labour | -8,7 %                                |                                       | -5483                                 |                                       |
| Liberaldemokraterna                                                                                                   | 15,6 %                                |                                       | 8415                                  |                                       |
| Liberaldemokraterna                                                                                                   | +6,6 %                                |                                       | +3469                                 |                                       |
| Konservativa partiet                                                                                                  | 10,2 %                                |                                       | 5483                                  |                                       |
| Konservativa partiet                                                                                                  | -2,3 %                                |                                       | -1388                                 |                                       |
| Green | 8,0 %                                 |                                       | 4326                                  |                                       |
| Green | +4,0 %                                |                                       | +2097                                 |                                       |
| Brexitpartiet | 1,4 %                                 |                                       | 742                                   |                                       |
| Brexitpartiet | +1,4 %                                |                                       | +742                                  |                                       |
| Övriga partier | 0,4 %                                 |                                       | 236                                   |                                       |
| Övriga partier | -0,3 %                                |                                       | -147                                  |                                       |
| Valdeltagande | 71,6 %                                |                                       | 53805                                 |                                       |
| Valdeltagande | -1,8 %                                |                                       | -710                                  |                                       |
| Kandidater: LAB: Jeremy Corbyn, LDM: Nick Richard-Wakeling, CON: James Clark, GRN: Caroline Russell, BRX: Yosef David |                                       |                                       |                                       |                                       |

| Parlamentsvalet 2017: Islington North                                                                         | Parlamentsvalet 2017: Islington North | Parlamentsvalet 2017: Islington North | Parlamentsvalet 2017: Islington North | Parlamentsvalet 2017: Islington North |
| --- | ------------------------------------- | ------------------------------------- | ------------------------------------- | ------------------------------------- |
| |                                       |                                       |                                       |                                       |
| Partier | Andel                                 |                                       | Antal                                 |                                       |
| Labour | 73,0 %                                |                                       | 40086                                 |                                       |
| Labour | +12,7 %                               |                                       | +10427                                |                                       |
| Konservativa partiet                                                                                          | 12,5 %                                |                                       | 6871                                  |                                       |
| Konservativa partiet                                                                                          | -4,7 %                                |                                       | -1594                                 |                                       |
| Liberaldemokraterna                                                                                           | 9,0 %                                 |                                       | 4946                                  |                                       |
| Liberaldemokraterna                                                                                           | +0,9 %                                |                                       | +962                                  |                                       |
| Green | 4,1 %                                 |                                       | 2229                                  |                                       |
| Green | -6,2 %                                |                                       | -2814                                 |                                       |
| UKIP | 0,8 %                                 |                                       | 413                                   |                                       |
| UKIP | -3,3 %                                |                                       | -1558                                 |                                       |
| Övriga partier                                                                                                | 0,7 %                                 |                                       | 383                                   |                                       |
| Övriga partier                                                                                                | +0,5 %                                |                                       | +271                                  |                                       |
| Valdeltagande                                                                                                 | 73,4 %                                |                                       | 54515                                 |                                       |
| Valdeltagande                                                                                                 | +6,3 %                                |                                       | +5281                                 |                                       |
| Kandidater: LAB: Jeremy Corbyn, CON: James Clark, LDM: Keith Angus, GRN: Caroline Russell, UKIP: Keith Fraser |                                       |                                       |                                       |                                       |

| Parlamentsvalet 2015: Islington North                                                                             | Parlamentsvalet 2015: Islington North | Parlamentsvalet 2015: Islington North | Parlamentsvalet 2015: Islington North | Parlamentsvalet 2015: Islington North |
| --- | ------------------------------------- | ------------------------------------- | ------------------------------------- | ------------------------------------- |
| |                                       |                                       |                                       |                                       |
| Partier | Andel                                 |                                       | Antal                                 |                                       |
| Labour | 60,2 %                                |                                       | 29659                                 |                                       |
| Labour | +5,8 %                                |                                       | +5383                                 |                                       |
| Konservativa partiet                                                                                              | 17,2 %                                |                                       | 8465                                  |                                       |
| Konservativa partiet                                                                                              | +3,0 %                                |                                       | +2126                                 |                                       |
| Green | 10,2 %                                |                                       | 5043                                  |                                       |
| Green | +7,2 %                                |                                       | +3695                                 |                                       |
| Liberaldemokraterna                                                                                               | 8,1 %                                 |                                       | 3984                                  |                                       |
| Liberaldemokraterna                                                                                               | -18,6 %                               |                                       | -7891                                 |                                       |
| UKIP | 4,0 %                                 |                                       | 1971                                  |                                       |
| UKIP | +2,4 %                                |                                       | +1255                                 |                                       |
| Övriga partier | 0,2 %                                 |                                       | 112                                   |                                       |
| Övriga partier | +0,2 %                                |                                       | +112                                  |                                       |
| Valdeltagande | 67,1 %                                |                                       | 49234                                 |                                       |
| Valdeltagande | +1,7 %                                |                                       | +4680                                 |                                       |
| Kandidater: LAB: Jeremy Corbyn, CON: Alex Burghart, GRN: Caroline Russell, LDM: Julian Gregory, UKIP: Greg Clough |                                       |                                       |                                       |                                       |

| Parlamentsvalet 2010: Islington North                                                                                     | Parlamentsvalet 2010: Islington North | Parlamentsvalet 2010: Islington North | Parlamentsvalet 2010: Islington North | Parlamentsvalet 2010: Islington North |
| --- | ------------------------------------- | ------------------------------------- | ------------------------------------- | ------------------------------------- |
| |                                       |                                       |                                       |                                       |
| Partier | Andel                                 |                                       | Antal                                 |                                       |
| Labour | 54,5 %                                |                                       | 24276                                 |                                       |
| Labour | +3,3 %                                |                                       | +8158                                 |                                       |
| Liberaldemokraterna | 26,7 %                                |                                       | 11875                                 |                                       |
| Liberaldemokraterna | -3,2 %                                |                                       | +2473                                 |                                       |
| Konservativa partiet | 14,2 %                                |                                       | 6339                                  |                                       |
| Konservativa partiet | +2,4 %                                |                                       | +2599                                 |                                       |
| Green | 3,0 %                                 |                                       | 1348                                  |                                       |
| Green | -4,1 %                                |                                       | -886                                  |                                       |
| UKIP | 1,6 %                                 |                                       | 716                                   |                                       |
| UKIP | +1,6 %                                |                                       | +716                                  |                                       |
| Valdeltagande | 65,4 %                                |                                       | 44554                                 |                                       |
| Valdeltagande | +11,5 %                               |                                       | +13060                                |                                       |
| Kandidater: LAB: Jeremy Corbyn, LDM: Rhodri Jamieson-Ball, CON: Adrian Berrill-Cox, GRN: Emma Dixon, UKIP: Dominic Lennon |                                       |                                       |                                       |                                       |